# Neohelota renati
Neohelota renati is een keversoort uit de familie Helotidae. De wetenschappelijke naam van de soort is voor het eerst geldig gepubliceerd in 1905 door Ritsema.